# Philadelphia Aquarium
Das Philadelphia Aquarium war ein Aquarium in Philadelphia im US-Bundesstaat  Pennsylvania, das von 1911 bis 1962 geöffnet war. Es lag am Ufer des Schuylkill Rivers.
1909 waren die einstigen Wasserwerke der Stadt durch andere Wasserspeicher ersetzt worden. Das Gelände des alten Wasserwerks dagegen lag ungenutzt, die dazugehörigen Gebäude dagegen wurden vom Philadelphia Museum of Art genutzt. Das Aquarium wurde auf dem Gelände errichtet, um den Stadteinwohnern ein besseres Verständnis über Süßwasser- und Meereswasserlebensräume zu geben. Das Aquarium öffnete zu Thanksgiving 1911 und verfügte über 19 einzelne Aquarien. Zum Angebot gehörten auch eine Reihe von Vorlesungen. Nach dem Zweiten Weltkrieg litt das Aquarium an unzureichender finanzieller Unterstützung durch die öffentliche Hand. 1962 musste es geschlossen werden.